# Parti socialiste du Pays basque-Gauche basque-PSOE
Le Parti socialiste du Pays basque – Gauche basque-PSOE (en espagnol : Partido Socialista de Euskadi – Euskadiko Ezkerra-PSOE, en basque : Euskadiko Alderdi Sozialista – Euskadiko Ezkerra-PSOE, PSE-EE-PSOE) est la fédération territoriale du Parti socialiste ouvrier espagnol (PSOE) dans le Pays basque.

## Secrétaires généraux
| Titulaire                                           | Mandat                                                          | Fonction                                                           |
| --------------------------------------------------- | --------------------------------------------------------------- | ------------------------------------------------------------------ |
| Txiki Benegas,                                      | 13 mars 1977 – 12 juin 1988 (11 ans, 2 mois et 30 jours)        | Secrétaire à l'Organisation du PSOE (1984-1994)                    |
| Ramón Jáuregui                                      | 12 juin 1988 – 5 octobre 1997 (9 ans, 3 mois et 23 jours)       | Vice-lehendakari (1987-1991) Ministre de la Présidence (2010-2011) |
| Nicolás Redondo (es),                               | 5 octobre 1997 – 20 décembre 2001 (4 ans, 2 mois et 15 jours)   |                                                                    |
| Ramón Jáuregui Président de la direction provisoire | 27 décembre 2001 – 22 mars 2002 (2 mois et 23 jours)            | Vice-lehendakari (1987-1991) Ministre de la Présidence (2010-2011) |
| Patxi López                                         | 22 mars 2002 – 16 septembre 2014 (12 ans, 5 mois et 25 jours)   | Lehendakari (2009-2012) Président du Congrès des députés (2016)    |
| Idoia Mendia                                        | 16 septembre 2014 – 21 novembre 2021 (7 ans, 2 mois et 5 jours) | Vice-lehendakari (2020-2024)                                       |
| Eneko Andueza (es)                                  | depuis le 21 novembre 2021 (3 ans, 3 mois et 21 jours)          | Porte-parole au Parlement basque (depuis 2020)                     |

## Résultats électoraux

### Parlement basque
| Année | Chef de file         | Voix    | %        | #     | Sièges  | Gouvernement                                        |
| ----- | -------------------- | ------- | -------- | ----- | ------- | --------------------------------------------------- |
| 1980  | Ramón Rubial         | 130 484 | 14,15    | 3e    | 9 / 75  | Opposition                                          |
| 1984  | Txiki Benegas        | 247 786 | 22,96 () | 2e () | 19 / 75 | Opposition                                          |
| 1986  | Txiki Benegas        | 252 233 | 21,95 () | 2e () | 19 / 75 | Ardanza II                                          |
| 1990  | Ramón Jáuregui       | 202 736 | 19,79 () | 2e () | 16 / 75 | Opposition (02-11/1991), Ardanza III (11/1991-1995) |
| 1994  | Ramón Jáuregui       | 174 682 | 16,83 () | 2e () | 12 / 75 | Ardanza IV                                          |
| 1998  | Rosa Díez            | 220 052 | 17,60 () | 4e () | 14 / 75 | Opposition                                          |
| 2001  | Nicolás Redondo (es) | 253 195 | 17,76 () | 3e () | 13 / 75 | Opposition                                          |
| 2005  | Patxi López          | 274 546 | 22,51 () | 2e () | 18 / 75 | Opposition                                          |
| 2009  | Patxi López          | 318 112 | 30,36 () | 2e () | 25 / 75 | López                                               |
| 2012  | Patxi López          | 212 809 | 18,89 () | 3e () | 16 / 75 | Opposition                                          |
| 2016  | Idoia Mendia         | 126 420 | 11,86 () | 4e () | 9 / 75  | Urkullu II                                          |
| 2020  | Idoia Mendia         | 121 869 | 13,64 () | 3e () | 10 / 75 | Urkullu III                                         |
| 2024  | Eneko Andueza (es)   | 150 752 | 14,09 () | 3e () | 12 / 75 | Pradales                                            |

### Cortes Generales
| Année   | Chef de file                 | Congrès des députés | Congrès des députés | Congrès des députés | Congrès des députés | Sénat  | Gouvernement                                  |
| Année   | Chef de file                 | Voix                | %                   | #                   | Sièges              | Sénat  | Gouvernement                                  |
| ------- | ---------------------------- | ------------------- | ------------------- | ------------------- | ------------------- | ------ | --------------------------------------------- |
| 1977    | Felipe González              | 267 897             | 26,55               | 2e                  | 7 / 21              | 3 / 12 | Opposition                                    |
| 1979    | Felipe González              | 190 235             | 19,09 ()            | 2e ()               | 5 / 21              | 1 / 12 | Opposition                                    |
| 1982    | Felipe González              | 348 620             | 29,30 ()            | 2e ()               | 8 / 21              | 5 / 12 | González I                                    |
| 1986    | Felipe González              | 287 918             | 26,43 ()            | 2e ()               | 7 / 21              | 4 / 12 | González II                                   |
| 1989    | Felipe González              | 233 650             | 21,25 ()            | 2e ()               | 6 / 21              | 5 / 12 | González III                                  |
| 1993    | Felipe González              | 293 442             | 24,91 ()            | 1er ()              | 7 / 19              | 7 / 12 | González IV                                   |
| 1996    | Felipe González              | 298 499             | 24,04 ()            | 2e ()               | 5 / 19              | 5 / 12 | Opposition                                    |
| 2000    | Joaquín Almunia              | 266 583             | 24,03 ()            | 3e ()               | 4 / 19              | 1 / 12 | Opposition                                    |
| 2004    | José Luis Rodríguez Zapatero | 339 751             | 27,59 ()            | 2e ()               | 7 / 19              | 5 / 12 | Zapatero I                                    |
| 2008    | José Luis Rodríguez Zapatero | 430 690             | 38,85 ()            | 1er ()              | 9 / 18              | 9 / 12 | Zapatero II                                   |
| 2011    | Alfredo Pérez Rubalcaba      | 255 013             | 21,80 ()            | 3e ()               | 4 / 18              | 2 / 12 | Opposition                                    |
| 2015    | Pedro Sánchez                | 161 988             | 13,34 ()            | 4e ()               | 3 / 18              | 0 / 12 | Opposition                                    |
| 2016    | Pedro Sánchez                | 164 255             | 14,32 ()            | 3e ()               | 3 / 18              | 0 / 12 | Opposition (2016-2018), Sánchez I (2018-2019) |
| 04/2019 | Pedro Sánchez                | 253 989             | 20,02 ()            | 2e ()               | 4 / 18              | 2 / 12 | Sánchez I                                     |
| 11/2019 | Pedro Sánchez                | 227 396             | 19,31 ()            | 2e ()               | 4 / 18              | 2 / 12 | Sánchez II                                    |
| 2023    | Pedro Sánchez                | 291 932             | 25,27 ()            | 1er ()              | 5 / 18              | 4 / 12 | Sánchez III                                   |